# Brienzwiler
Brienzwiler là một đô thị ở huyện Interlaken ở bang Berne ở Thụy Sĩ. Đô thị này có diện tích 17,6 km², dân số năm 2005 là 564 người.